# Antonia Gröndahl
Antonia Gröndahl (Pargas, 25 mei 1995) is een Finse voormalige wielrenster. In 2021 werd ze Fins kampioene op de weg bij de elite. Eerder behaalde ze ook al medailles op het nationaal kampioenschap tijdrijden.
Vanaf 2017 reed ze drie jaar voor het Belgische clubteam Isorex - No Aqua. In 2021 reed ze voor het Ierse Team Rupelcleaning, dat in 2022 verder ging als Illi Bikes Cycling Team. Vanaf 2023 kwam ze uit voor de Belgische wielerploeg Chevalmeire, waar ze eind augustus 2024 haar carrière beëindigde.

## Palmares
2016

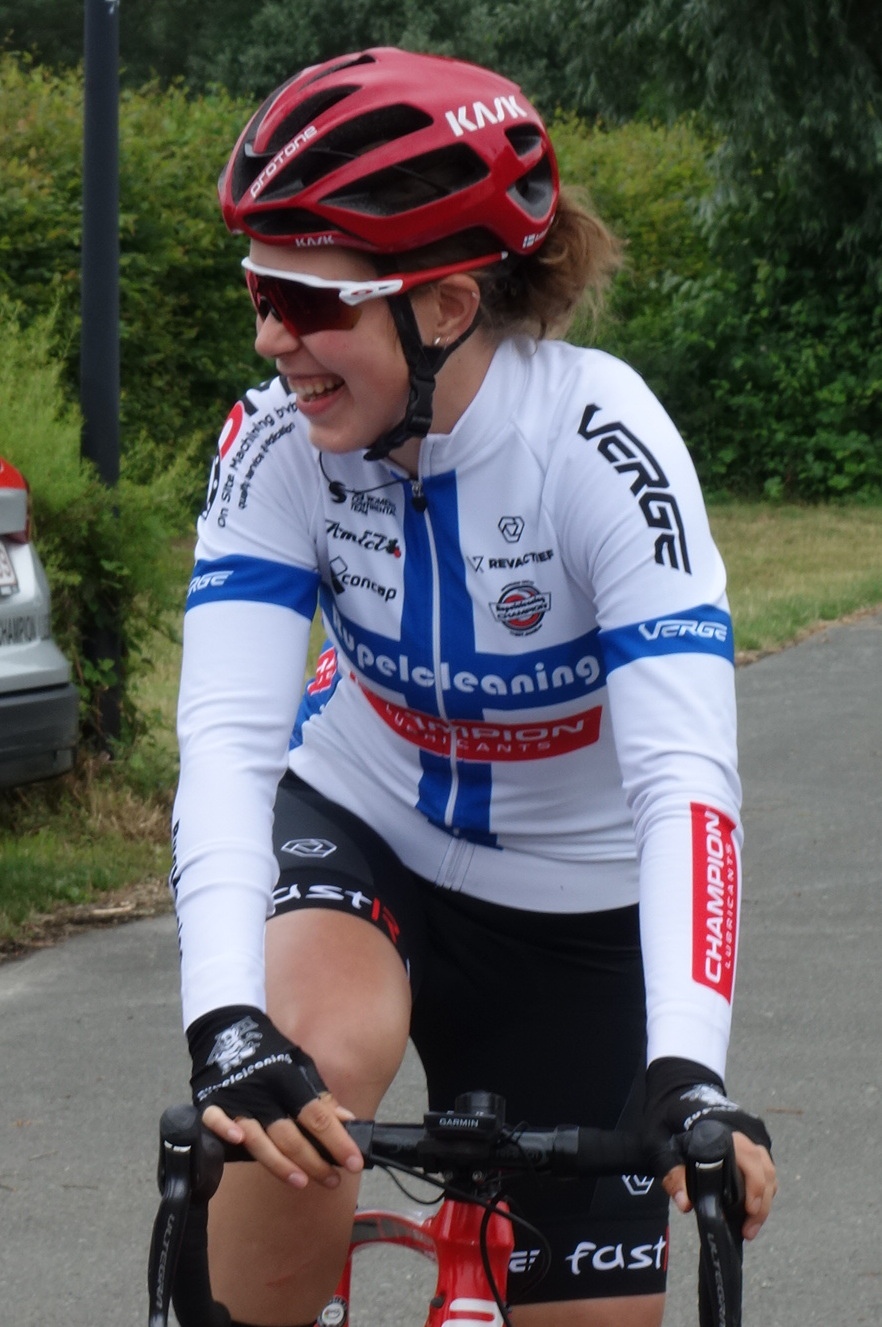
Antonia Gröndahl in de Finse kampioenstrui in de Lotto Belgium Tour 2021.

 Fins kampioenschap tijdrijden, elite
2018
 Fins kampioenschap tijdrijden, elite
2021
 Fins kampioene op de weg, elite
2022
 Fins kampioenschap op de weg, elite
2023
 Fins kampioenschap op de weg, elite

### Uitslagen in voornaamste wedstrijden
| Jaar | Gent-Wevelgem | Ronde van Vlaanderen | Amstel Gold Race | Omloop Het Nieuwsblad | Omloop van het Hageland | Le Samyn |  | WK op de weg |
| ---- | ------------- | -------------------- | ---------------- | --------------------- | ----------------------- | -------- |  | ------------ |
| 2016 |               |                      |                  |                       |                         |          |  | opgave       |
| 2018 |               |                      |                  | opgave                | opgave                  | 43e      |  |              |
| 2019 |               |                      |                  | 80e                   | opgave                  | 80e      |  |              |
| 2020 |               |                      |                  |                       | 78e                     | 42e      |  |              |
| 2021 | opgave        |                      |                  | opgave                |                         | 61e      |  |              |
| 2022 |               |                      |                  | opgave                | 74e                     |          |  |              |
| 2023 | opgave        | opgave               | opgave           | 94e                   | 53e                     |          |  |              |
| 2024 | opgave        | opgave               |                  | 110e                  | 84e                     | 53e      |  |              |